# Eugenio Franceschini

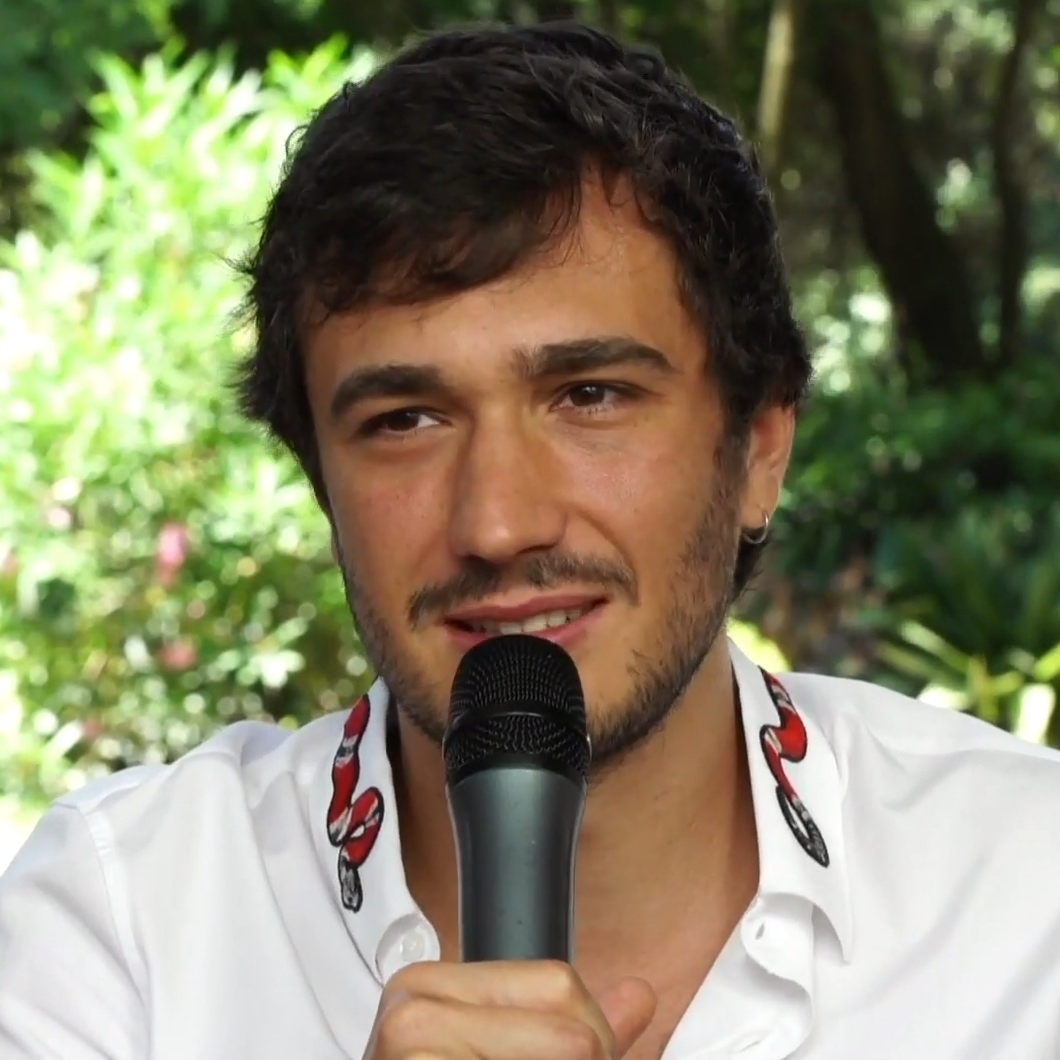
Eugenio Franceschini (2018)

Eugenio Franceschini (* 19. September 1991 in Verona) ist ein italienischer Schauspieler.

## Biografie
Er wurde 1991 in Verona geboren. Sein Vater ist Gianni Franceschini, ein Theaterschauspieler, der seinen Sohn von klein auf für eine Theaterkarriere ausgebildet hat. Er begann in der elterlichen Theatergruppe Viva Opera Circus zu arbeiten, wo er mehrere Hauptrollen spielte. Im Alter von 18 Jahren zog er nach Rom, wo er am Experimentellen Zentrum für Kinematografie eine Filmkarriere begann und den Schauspielkurs von Giancarlo Giannini besuchte.
2012 debütierte sie auf der großen Leinwand mit dem Film „Weiß wie Milch, rot wie Blut“ von Giacomo Campiotti. Nach einigen Nebenrollen in Komödien wie Maldamore und Sapore di te spielte er 2014 die Hauptfigur Mario in dem Dokumentarfilm Mud and Glory – The Great War von Leonardo Tiberi, der die Geschichte des unbekannten italienischen Soldaten erzählt.
Von 2013 bis 2015 war er neben Leo Gullotta der Protagonist des Theaters in der Show Prima del silenzio von Giuseppe Patroni Griffi unter der Regie von Fabio Grossi und produziert vom Teatro Eliseo in Rom.
Im Jahr 2019 war er einer der Protagonisten der Frühjahr-Sommer-Kampagne von Persol.
Im Jahr 2024 spielt er die Rolle des Marcello in der vierten Staffel der Netflix-TV-Serie Emily in Paris.

## Privatleben
Am Set von I Medici lernte er seine jetzige Lebensgefährtin kennen, mit der er im Januar 2018 einen Sohn bekam.

## Filmografie

### Kino
- 2012: Was du nicht sagst (Come non detto), Regie Ivan Silvestrini
- 2012: Weiß wie Milch, rot wie Blut (Bianca come il latte, rossa come il sangue), Regie Giacomo Campiotti
- 2012: Eine perfekte Familie (Una familia perfetta), Regie Paolo Genovese
- 2013: Geschmack von Tee (Sapore di te) , Regie Carlo Vanzina
- 2014: Der Mond über Turin (La Luna su Torino), Regie Davide Ferrario
- 2014: Maldamore, Regie Angelo Longoni
- 2015: Ich liebe nur dich (Io che amo solo te), Regie Marco Ponti
- 2015: Ein Kuss (Un bacio),  Regie Ivan Cotroneo
- 2016: Weihnachtsessen (La cena di natale), Regie Marco Ponti
- 2018: Entfernt (Sconnessi), Regie Christian Marazziti
- 2018: Ein rücksichtsloses Leben (Una Vita spericolata), Regie Marco Ponti
- 2020: Wochenende (Weekend), Regie Riccardo Grandi
- 2021: Angela und ich (Io e Angela), Regie Herbert Simone Paragnani
- 2024: Doris – Es gibt auch Morgen (Ennio Doris – C'è anche domani), Regie Giacomo Campiotti

### Fernsehen
- 2014: Grand Hotel – Miniserie
- 2015: Schlamm und Ruhm – Der Erste Weltkrieg (Fango e gloria), Regie Leonardo Tiberi
- 2016: Die Medici (Medici: Meister von Florenz) – Serie, 7 Folgen
- 2017–2019: Der Heimweg (La strada di casa) – Serie, 12 Folgen
- 2020: Halb schwarz – Serie
- 2021: Chiara Lubich – Die Liebe besiegt alles (Chiara Lubich – L’amore vince tutto), Regie: Giacomo Campiotti
- 2022: Verlass mich nicht (Non mi lasciare), Regie: Ciro Visco – Serie
- 2023: Black Out – Suspended Lives, Regie:  Riccardo Donna – Serie
- 2024: Die Rose Istriens (La Rosa dell’Istria),  Regie: Tiziana Aristarco
- 2024: Màkari (dritte Staffel),  Regie: Monica Vullo & Riccardo Mosca
- 2024: Gloria, Regie: Fausto Brizzi – Serie, 4 Folgen
- 2024: Emily in Paris (vierte Staffel) – Serie

## Theater
- Baron Münchhausen (1996)

- Peter Pan (1999)
- Harlekin und sein Sohn auf der Suche nach dem runden Mond (2000)
- Der Impresario von Smyrna von Carlo Goldoni (2007)
- Aladdin (2009)
- Puschkins Ewenij Onegin, Regie: Eljana Popova (2012)
- Atmen Sie den neuen Tag (2012)
- Vor der Stille von Giuseppe Patroni Griffi mit Leo Gullotta, Regie: Fabio Grossi (2013–2015)[3]

## Auszeichnungen
- 2014 – Silbernes Band
- Guglielmo Biraghi Award für den Revelation-Darsteller des Jahres[4]